# Arachnopeziza
Arachnopeziza is een geslacht van schimmels behorend tot de familie Arachnopezizaceae. De typesoort is Arachnopeziza aurelia.

## Soorten
Volgens Index Fungorum bevat het geslacht 40 soorten (peildatum december 2021):
| Soortnaam                                             | Auteur(s)                                 | Publicatiejaar |
| ----------------------------------------------------- | ----------------------------------------- | -------------- |
| Arachnopeziza alba                                    | Bat. & J.L. Bezerra                       | 1961           |
| Arachnopeziza alboviridis                             | (Gillet) Boud.                            | 1907           |
| Arachnopeziza aliculariae                             | (Oudem.) Boud.                            | 1907           |
| Arachnopeziza aranea (Kastanjespinragschijfje)        | (De Not.) Boud.                           | 1907           |
| Arachnopeziza araneosa                                | (Sacc.) Korf                              | 1952           |
| Arachnopeziza arctostaphyli                           | E.K. Cash                                 | 1936           |
| Arachnopeziza aurata (Beukenspinragschijfje)          | Fuckel                                    | 1870           |
| Arachnopeziza aurelia (Eikenspinragschijfje)          | (Pers.) Fuckel                            | 1870           |
| Arachnopeziza candidofulva (Bont spinragschijfje)     | (Schwein.) Korf                           | 1952           |
| Arachnopeziza colachna                                | W.Y. Zhuang & Z.H. Yu                     | 2002           |
| Arachnopeziza corcontica                              | Velen.                                    | 1934           |
| Arachnopeziza cornuta                                 | (Ellis) Korf                              | 1952           |
| Arachnopeziza depauperata                             | Svrček                                    | 1988           |
| Arachnopeziza engelii                                 | Svrček                                    | 1993           |
| Arachnopeziza eriobasis (Kleinsporig spinragschijfje) | (Berk.) Korf                              | 1952           |
| Arachnopeziza estonica                                | T. Kosonen, Huhtinen & K. Hansen          | 2020           |
| Arachnopeziza fibrillosa                              | (Wallr.) Boud.                            | 1907           |
| Arachnopeziza fitzpatrickii                           | Korf                                      | 1952           |
| Arachnopeziza floriphila                              | Baral                                     | 1989           |
| Arachnopeziza graminum                                | Velen.                                    | 1934           |
| Arachnopeziza groenlandica                            | Raitv.                                    | 2003           |
| Arachnopeziza hiemalis                                | Yei Z. Wang                               | 2009           |
| Arachnopeziza japonica                                | Korf                                      | 1959           |
| Arachnopeziza lachnoides                              | Whitton, K.D. Hyde & McKenzie             | 2012           |
| Arachnopeziza laricina                                | Velen.                                    | 1934           |
| Arachnopeziza leonina                                 | (Schwein.) Dennis                         | 1963           |
| Arachnopeziza major                                   | (Ellis & Everh.) Korf                     | 1952           |
| Arachnopeziza nuda                                    | Korf                                      | 1959           |
| Arachnopeziza obtusipila (Stompharig spinragschijfje) | Grelet                                    | 1951           |
| Arachnopeziza pileocrocata                            | (P. Crouan & H. Crouan) Boud.             | 1907           |
| Arachnopeziza platoniae                               | Bat. & Peres                              | 1960           |
| Arachnopeziza ptilidiophila                           | T. Kosonen, Huhtinen & K. Hansen          | 2020           |
| Arachnopeziza rhaphidospora                           | (Ellis) Rehm                              | 1904           |
| Arachnopeziza ruborum                                 | (Cooke & W. Phillips) Rehm                | 1892           |
| Arachnopeziza ruborum                                 | Killerm.                                  | 1935           |
| Arachnopeziza salicina                                | Velen.                                    | 1947           |
| Arachnopeziza sphagniseda                             | (Velen.) T. Kosonen, Huhtinen & K. Hansen | 2020           |
| Arachnopeziza subnuda                                 | Korf & W.Y. Zhuang                        | 1985           |
| Arachnopeziza trabinelloides                          | (Rehm) Korf                               | 1952           |
| Arachnopeziza zonulata                                | (Rolland) Malençon & Bertault             | 1958           |